# Gouvernement Tambow

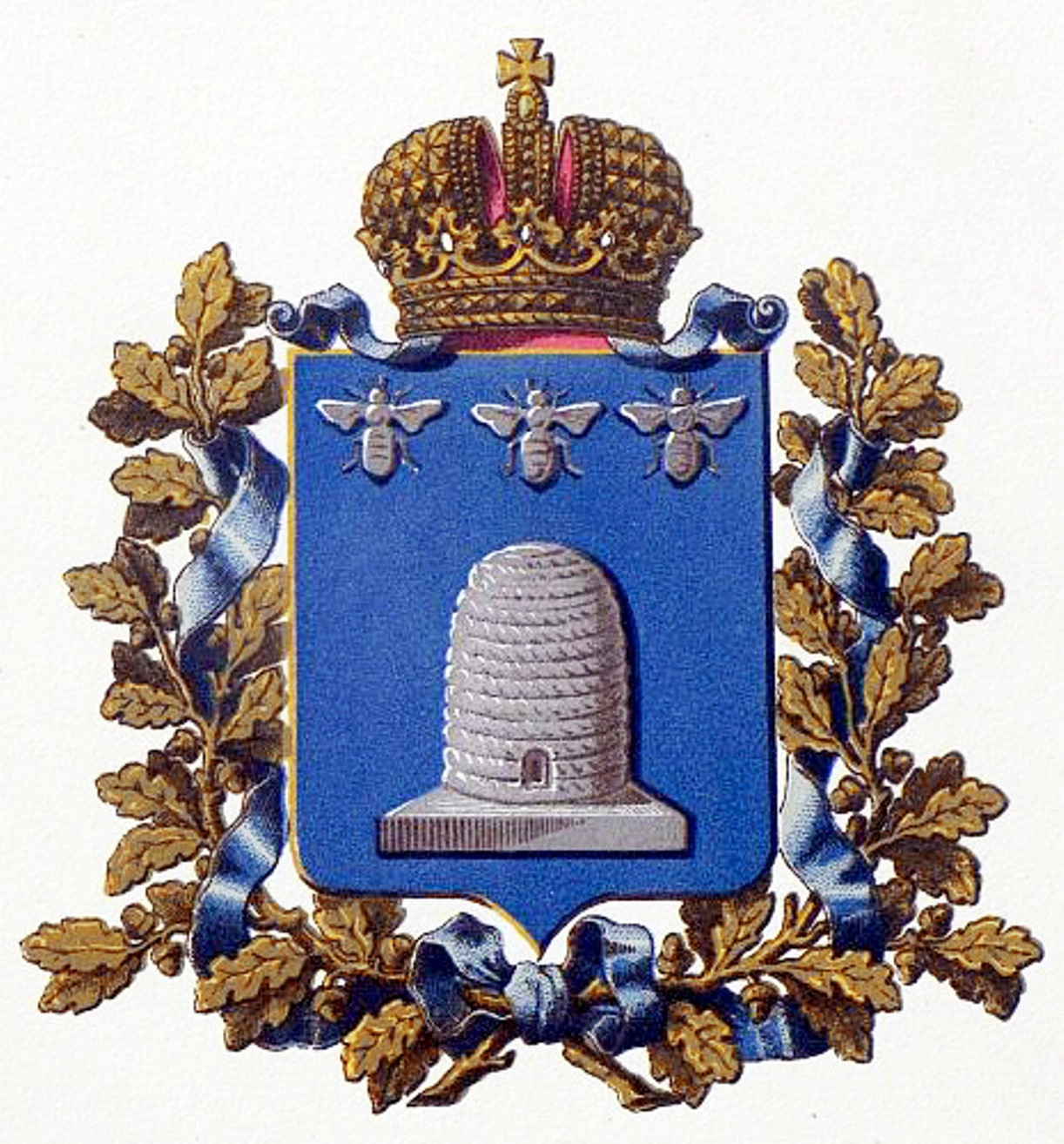
Wappen des Gouvernements

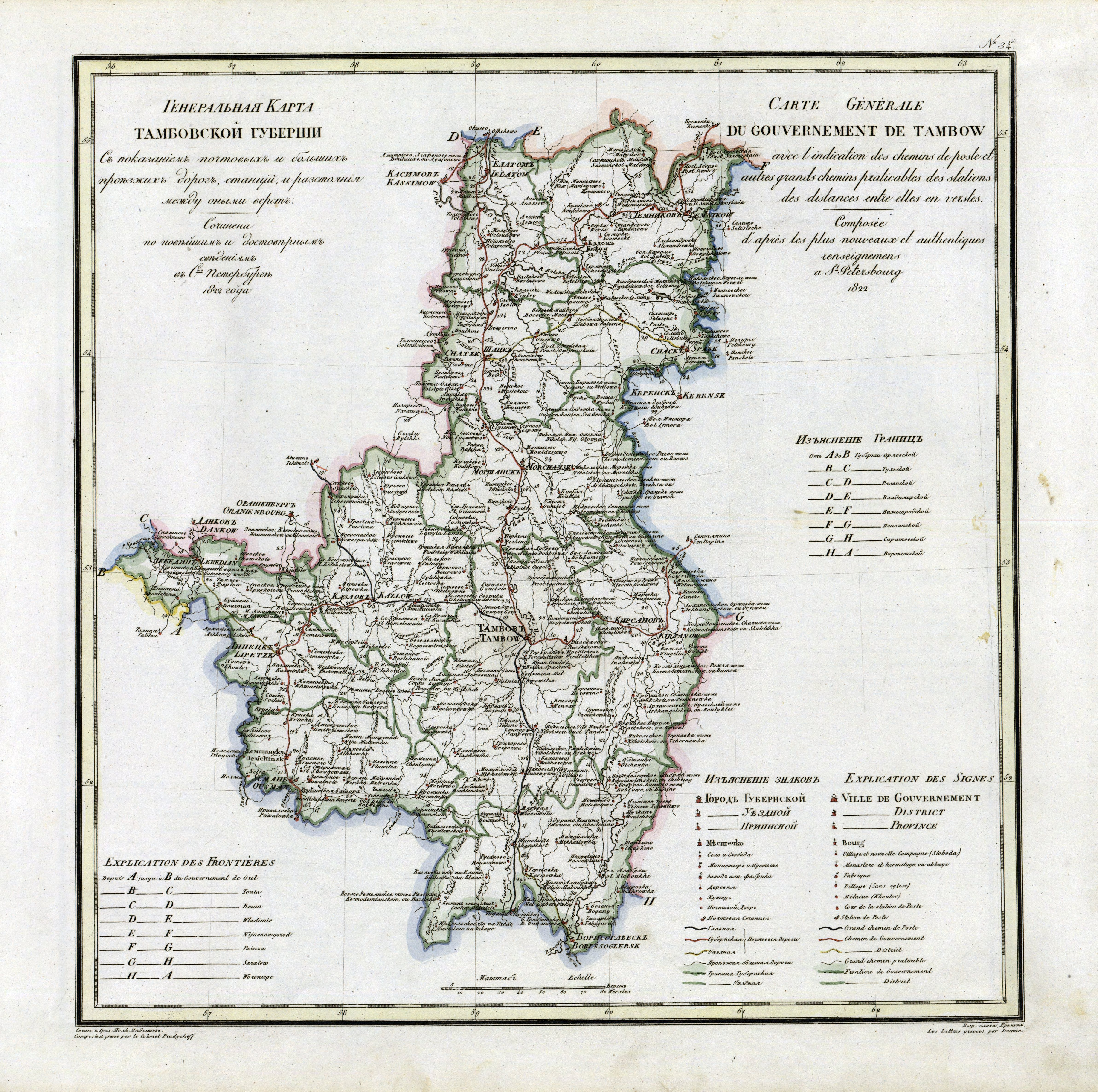
Karte aus dem Jahr 1822 (Russisch-Französisch)

Das Gouvernement Tambow (russisch Тамбовская губерния, Tambowskaja gubernija) war eine Verwaltungseinheit des Russischen Kaiserreiches, in der südöstlichen Mitte des europäischen Russland gelegen. Es grenzte (von Norden im Uhrzeigersinn) an folgende Gouvernements: Wladimir, Nischni Nowgorod, Pensa, Saratow, Woronesch, Orjol, Tula und Rjasan.
Es hatte eine Fläche von 66.588 km², Hauptstadt war Tambow.
Es wurde 1779 als Statthalterschaft gegründet und 1796 in ein Gouvernement umgewandelt. 1920/21 war es ein Zentrum des Aufstandes von Tambow, bei dem die Zentralregierung einige Monate lang über weite Teile des Gebietes keine Kontrolle hatte. 1928 wurde es in mehrere Distrikte der Oblast Zentrale Schwarzerde aufgeteilt.
Es zerfiel in die folgenden Ujesdy (Kreise):
- Borissoglebsk
- Jelatma
- Kirsanow
- Koslow (heute Mitschurinsk)
- Lebedjan
- Lipezk
- Morschansk
- Schazk
- Spassk
- Tambow
- Temnikow
- Usman

## Statistik
Nach den Ergebnissen der Volkszählung von 1897 hatte das Gouvernement 2.684.030 Einwohner. Davon waren 2.562.677 Russen, 89.704 Mordwinen und 16.976 Tataren. Daneben gab es noch kleinere Gruppen von Ukrainern, Weißrussen, Juden und Deutschen.
Die Ernte ergab 1903: 36.293 Tonnen Weizen, 1.302.914 Tonnen Roggen, 502.807 Tonnen Hafer, 14.350 Tonnen Erbsen, 4658 Tonnen Buchweizen und 641.371 Tonnen Kartoffeln. Auch Hanf, Zuckerrüben (1903: 82.232 Tonnen) und Tabak (1903: 9,1 Millionen kg) wurden angebaut. Der Viehstand betrug 1903: 538.000 Stück Hornvieh, 1.595.000 grob- und 160.000 feinwollige Schafe sowie 280.000 Schweine. Die Pferdezucht war bedeutend und berühmt, sie lieferte als vorzüglich bekannte Traber. Man zählte 1900 226 Gestüte mit 6742 Zuchttieren. Im ganzen waren im Gouvernement 605.000 Pferde vorhanden. Der Wert der industriellen Produktion belief sich 1900 auf 20,4 Millionen Rubel bei 635 Betrieben mit 16.274 Arbeitern. Die Hauptindustrien waren die Branntweinbrennerei (6,5 Millionen), die Zuckerfabrikation (2,4 Millionen), die Tabakverarbeitung (1,6 Millionen) sowie die Tuchmacherei. Der Getreide- und Viehhandel war sehr bedeutend.